# Chausseehaus Garsena
Das Chausseehaus von Garsena ist ein Baudenkmal in der Stadt Könnern im Salzlandkreis in Sachsen-Anhalt.
Da man beim Bau der preußischen Staatschausseen große Summen ausgab, war man an deren Dauerhaftigkeit sehr interessiert und stellte zahlreiche Personen ein, die die Straßen beaufsichtigten und auf deren Zustand achteten. Das waren die sogenannten Chausseewärter. Da zudem das Chausseegeld zu entrichten war, gab es auch noch Einnehmer, so dass für diese Personen Gebäude entlang der Chausseen errichtet wurden, in denen diese dauerhaft mit ihren Familien leben konnten. Solche Chausseehäuser haben oft in einem Straßenzug immer dieselbe Bauweise und finden sich häufig an sonst einsamen Streckenabschnitten.
Die Chausseehäuser der Kunststraße von Magdeburg über Halle (Saale) nach Großkugel an die sächsische Grenze, welche in den Jahren 1788 bis 1801 erbaut wurde, sind langgezogene Bauten mit mehreren Achsen, die nahe an der Straße stehen. Das Exemplar südlich bei Garsena ist aber nicht ganz so umfangreich ausgefallen, wie das Chausseehaus im Norden von Beidersee, welches wohl später vergrößert wurde. Es ähnelt fast eher dem Chausseehaus bei Bennstedt, da sich dort wie hier im Hinterhof Flachbauten als Wirtschaftsgebäude befinden. Vermutlich wurde der Gebäudekomplex bereits im Jahr 1797 zusammen mit dem Straßenabschnitt Bernburg–Halle fertiggestellt, spätestens aber im Jahr 1800, als die Poststrecke offiziell auf diese Straße verlegt wurde.
Das Chausseehaus steht unter Denkmalschutz, was wegen der heute oft vorzufindenden Wohnfunktion durchaus nicht selbstverständlich ist, denn einige Chausseehäuser, etwa das in Grube Ferdinande oder jenes in Eisleben, wurden später baulich so stark verändert, dass ihnen kein Schutzstatus zugesprochen wurde. Es ist im Denkmalverzeichnis mit der Erfassungsnummer 094 60870 registriert. In der Nähe befindet sich der Ganzmeilenstein von Garsena.